# 니시후쿠로촌
니시후쿠로촌(西袋村)은 후쿠시마현 이와세군에 설치되었던 촌이다. 1954년 3월 31일 니시후쿠로촌 및 이와세군의 스카가와정, 하마타촌, 이나다촌, 이시카와군의 오시오에촌 등 5개 정·촌이 합병하여 스카가와시가 신설되고, 니시후쿠로촌 등은 폐지되었다. 스카가와시 남부가 니시후쿠로촌이 있던 곳이다.